# Franz Staudinger
Franz Staudinger (* 15. Februar 1849 in Wallerstätten bei Groß-Gerau; † 18. November 1921 in Darmstadt) war ein deutscher Gymnasiallehrer, Philosoph und aktiv in der Konsumgenossenschaftsbewegung.

## Leben
Franz Staudinger war der Sohn eines evangelischen Pastors in Wallerstätten. Er besuchte das alte Gymnasium in Stuttgart und studierte zuerst Architektur in Stuttgart. Dann wechselte er sein Studienfach und studierte in Gießen Theologie. Staudinger war einer von 16 Gründungsvätern des Gießener Freier Studenten Vereins, eine Vorgängerorganisation der heutigen Gießener Burschenschaft Adelphia. 1870 legte er das theologische Examen ab und 1871 promovierte er zum Doktor der Philosophie. Kurze Zeit unterrichtete er an Privatschulen und studierte dann neue Philologie. 1875 legte er die Staatsprüfung für das höhere Lehramt ab und wurde ein Jahr später Gymnasiallehrer in Worms.
Im Mittelpunkt seines Denkens stand die Frage der praktischen Philosophie. Hierin vertrat er die von Hermann Cohen und Paul Natorp ausgebildete Marburger Richtung des Neukantianismus.
Er entwickelte eine sozialistische Auffassung, die davon ausging, dass die sittliche Frage eine soziale Frage sei. Die Marxsche Ökonomie müsse durch die Ethik ergänzt werden, wenn die menschliche Gesellschaft auf eine höhere Kulturstufe gehoben werden soll. Bemerkenswert ist hier die Auffassung, dass etwas getan werden, gehoben werden müsse. Er bekam Kontakt zur Konsumgenossenschaftsbewegung, für die er sich ab 1896 bis zu seinem Tod engagierte. In der Versorgungswirtschaft sah er prophetisch die Grundlagen des Heils, eine kommende Gemeinschaft. Mit dieser Auffassung entsprach er akademischem Zeitgeist. Er schrieb regelmäßig eigene Bücher, aber auch kleine Aufsätze in konsumgenossenschaftlicher Literatur.  Sein Stil wird heute als dozierend und unnötig kompliziert angesehen.  Er veröffentlichte teilweise unter dem anagramatischen Pseudonym Sadi Gunter, das sich aus den Buchstaben seines Nachnamens zusammensetzt. In Worms war er  Mitglied der Freimaurerloge Zum wiedererbauten Tempel der Bruderliebe und von 1883 bis 1886 deren Meister vom Stuhl. In Darmstadt war er Großmeister der Darmstädter Großloge. In der katholischen Presse fand er als Gegner des Jesuitengesetzes Beachtung.

## Konsumgenossenschafter
Auf dem konstituierenden Genossenschaftstag zur Gründung des Zentralverbandes deutscher Konsumvereine 1903 in Dresden wurde er in den Ausschuss des Vereins und in den Aufsichtsrat der Verlagsanstalt dieses Zentralverbandes gewählt. Nach Errichtung der konsumgenossenschaftlichen Fortbildungskommission 1910 war er deren Mitglied. Für Staudinger war die Konsumgenossenschaft ein Weg zur Lösung der sozialen Frage. Er war neben Heinrich Kaufmann der Hauptverfechter der Idee der gemeinwirtschaftlichen Bedarfsdeckungswirtschaft. In vielen Aufsätzen hat er für die konsumgenossenschaftlichen Gedanken geworben. Jahrzehntelang ist er als Wanderlehrer und Referent konsumgenossenschaftlicher Arbeitstagungen durch Deutschland gereist. An der Genossenschaftsschule war er nebenamtlicher Lehrer. Noch in den 1950er Jahren wurde er innerhalb der Konsumgenossenschaftsbewegung verehrt als Vordenker der Konsumgenossenschaftsbewegung der roten, der sozialistischen, der Hamburger Richtung.

## Familie
Franz Staudinger war verheiratet mit der Frauenrechtlerin Auguste Staudinger, geborene Wenck. Ihr Sohn Hans Staudinger war SPD-Reichstagsabgeordneter, ihr Sohn Hermann Staudinger war ein Chemiker und Nobelpreisträger. Ihre Tochter Luise Federn-Staudinger war eine Bildhauerin und Frauenrechtlerin. Der Enkel Klaus Federn war Professor für Maschinenbau an der TU Berlin.